# سگ‌ماهی مخملی دهان‌کوچک
سگ‌ماهی مخملی دهان‌کوچک (نام علمی: Scymnodon obscurus) نام یک گونه از راسته خاردارکوسه‌سانان است.